# 2223 Sarpedon
2223 Sarpedon (1977 TL3) là một Trojan của Sao Mộc được phát hiện ngày 4 tháng 10 năm 1977 ở Purple Mountain Observatory and named after the Lycian hero Sarpedon from the Iliad.